# Plataforma de Ayuda al Teatro Albéniz
La Plataforma de Ayuda al Teatro Albéniz es un movimiento cívico-cultural nacido en el año 2006 en Madrid y fundado por un grupo de personas, provenientes de diversos ámbitos, interesadas en la preservación del Teatro Albéniz como hecho cultural.

## Objetivos
La Plataforma tiene como principal objetivo evitar la demolición del Teatro Albéniz y lograr que sea declarado Bien de Interés Cultural para que se preserve el hecho cultural que supone su trayectoria y por ser considerado un icono cultural de la ciudad.

## Apoyos
Esa plataforma ha concitado, principalmente a través de un blog que se mantiene activo, el apoyo de intelectuales y amantes del teatro de Madrid, de España y de otras partes del mundo. Este apoyo se viene expresando a través de declaraciones públicas y en las diversas manifestaciones organizadas en estos últimos años. Antes de que cerrara sus puertas en diciembre de 2009, las compañías que allí actuaron dejaron testimonio de su deseo de preservación. Entre ellas cabe destacar el explícito apoyo de la Royal Shakespeare Company, cuyos integrantes firmaron un petitorio pidiendo su preservación luego de interpretar allí Coriolano.

## La lucha por declarar al Teatro Albéniz como Bien de Interés Cultural
Con el aval de más de 6000 firmas de ciudadanos e intelectuales, la plataforma solicitó formalmente a la Comunidad de Madrid que el teatro fuera declarado Bien de Interés Cultural. La Comunidad de Madrid ni siquiera accedió a abrir el expediente para su tramitación, lo que motivó que los promotores de la plataforma promovieran un recurso de alzada que también fue rechazado por la Comunidad de Madrid. Frente a ello, Eva Aladro Vico (portavoz) y Beltrán Gambier (abogado de la plataforma) promovieron un recurso contencioso-administrativo que fue resuelto favorablemente por el Tribunal Superior de Justicia de Madrid con fecha 15 de junio de 2011. Esta sentencia supone que el teatro está de momento preservado y que debe tramitarse la declaración de Bien de Interés Cultural originalmente pedida por la Plataforma. 
La sentencia ha quedado firme porque el Tribunal Supremo ha rechazado con fecha 4 de diciembre de 2012 el recurso de casación interpuesto por la empresa propietaria del teatro. Eva Aladro Vico y Beltrán Gambier han solicitado a la Comunidad de Madrid con fecha 18 de enero de 2013, el cumplimento de la sentencia que consiste en la incoación del expediente en el que se analizará la declaración de Bien de Interés Cultural.
La Comunidad de Madrid resolvió denegar la declaración de BIC para el teatro Albéniz en tiempos de Ignacio González. Y ello pese a informes favorables de las Academias de la Historia y de las Bellas Artes y del Consejo Regional de Patrimonio. Contra esa decisión, la Plataforma de Ayuda al Teatro Albéniz, interpuso -con el patrocinio letrado de Beltrán Gambier- un recurso de reposición que no fue resuelto.
En la actualidad, la presidenta de la Comunidad de Madrid, Cristina Cifuentes, tramita un expediente para declarar al teatro Albéniz "Bien de Interés Patrimonial".